# Fussball Verein Metz
Le Fussball Verein Metz est un club de football mis en place à Metz en 1940 par les autorités d'occupation pour remplacer le Football Club de Metz.

## Histoire
Le 3 août 1940, le commandant de la ville occupée depuis le 17 juin par l'armée du Troisième Reich, le dignitaire nazi Richard Imbt, désigne Emil Felsburg président du Fussball Verein Metz qui va utiliser les installations du FC Metz. Le 9 août, il dissout tous les clubs non reconnus.
Le président du FC Metz, Raymond Herlory, s'est réfugié à Gérardmer où il s'illustrera dans la Résistance. Les joueurs messins se sont dispersés, certains incorporés dans l'armée française en 1939, certains enrôlés de force dans l'armée allemande en 1942, certains réfugiés en zone libre pour éviter cette incorporation. Parmi les réfractaires, Marcel Muller sera déporté à Dachau, mais survivra. Des anciens joueurs professionnels du FC Metz ont accepté de jouer à certaines périodes pour le FV Metz, comme Charles Fosset, Marcel Marchal, Antoine Gorius, Robert Lorrain, Henri Nock, Albert Rohrbacher, Willy Steibel, Jean Lauer et Bep Bakhuys. D'autres y ont débuté leur carrière comme Étienne Lorenzini et Octave Sbroglia, alors que Émile Veinante est revenu à Metz ou il a été formé mais où il n'a jamais joué comme professionnel. 
Sur le site officiel du Football Club de Metz les matchs joués pour le FV Metz ne sont bien entendu pas comptabilisés dans les fiches de ces joueurs (exemple : fiche de Bep Bakhuys).

## Résultats sportifs
De 1941 à 1944, le FV Metz participe durant trois saisons à la Gauliga Westmark (Palatinat-Sarre-Lorraine mosellane), qualificatif pour la phase finale de la Deutsche Meisterschaft, le championnat d'Allemagne. Il y termine trois fois deuxième, derrière le FC Kaiserslautern en 1942 et le FC Sarrebruck en 1943 et 1944 et manque de peu l'accession à la phase finale nationale.
Le FV Metz participe également à trois éditions de la coupe d'Allemagne et atteint les huitièmes de finale en 1941, éliminé par le FC Carl Zeiss Jena.
Les affluences restent modestes malgré la présence de beaucoup de fonctionnaires, soldats et immigrés allemands dans la ville : 4 200 spectateurs pour voir jouer la grande vedette allemande Fritz Walter et 5 000 lors du match qui oppose le FC Metz au Borrussia Neunkirchen.